# Trochosa semoni
Trochosa semoni är en spindelart som beskrevs av Simon 1896. Trochosa semoni ingår i släktet Trochosa och familjen vargspindlar. Inga underarter finns listade i Catalogue of Life.